# Даниловцы (непоминающие)
Дани́ловцы (Даниловская оппозиция, Даниловская группа непоминающих) — распространённое в церковно-научной литературе обозначение архиереев Русской православной церкви, близких к настоятелю московского Данилова монастыря архиепископу Феодору (Поздеевскому), которые отвергли компромиссы с советской властью, а впоследствии не приняли «Декларацию» 1927 года заместителя патриаршего местоблюстителя митрополита Сергия (Страгородского) и прекратили его поминовение за богослужением.
Помимо архиепископа Феодора, к даниловцам обычно причисляют проживавших в то время в Даниловом монастыре епископов Вязниковского Николая (Никольского) и Ананьевского Парфения (Брянских) и пребывавших вне Москвы епископов Суздальского Григория (Козырева), Осташковского Гавриила (Абалымова) и Чистопольского Иоасафа (Удалова). В составе «даниловцев» нередко упоминаются также епископы Глуховский Дамаскин (Цедрик) и Шлиссельбургский Григорий (Лебедев).
С течением времени состав «Даниловской оппозиции» претерпевал изменения. Епископ Николай (Никольский) скончался в 1928 году. Епископы Григорий (Козырев) (1929) и Гавриил (Абалымов) (1930) примирились с митрополитом Сергием и приняли от него назначения на епископские кафедры. По некоторым сведениям, в начале 1930 года к непоминающим «даниловцам» присоединился епископ Красноярский Амфилохий (Скворцов). Принципы, по которым исследователи причисляют тех или иных епископов к даниловцам, условны, поскольку «Даниловская оппозиция» не имела внутренней организации и фактически не представляла собой единого целого.
Архиереи-«даниловцы», пребывая формально на покое, по возможности продолжали тайно окормлять паству. При этом они не пытались, подобно сторонникам митрополита Иосифа (Петровых), создавать самостоятельные церковные структуры, в связи с чем на них не накладывалось мер церковного прещения со стороны заместителя патриаршего местоблюстителя и Временного патриаршего Священного синода при нём (за исключением архиепископа Феодора (Поздеевского), запрещённого в 1930 году).